# Serrano (Córdova)

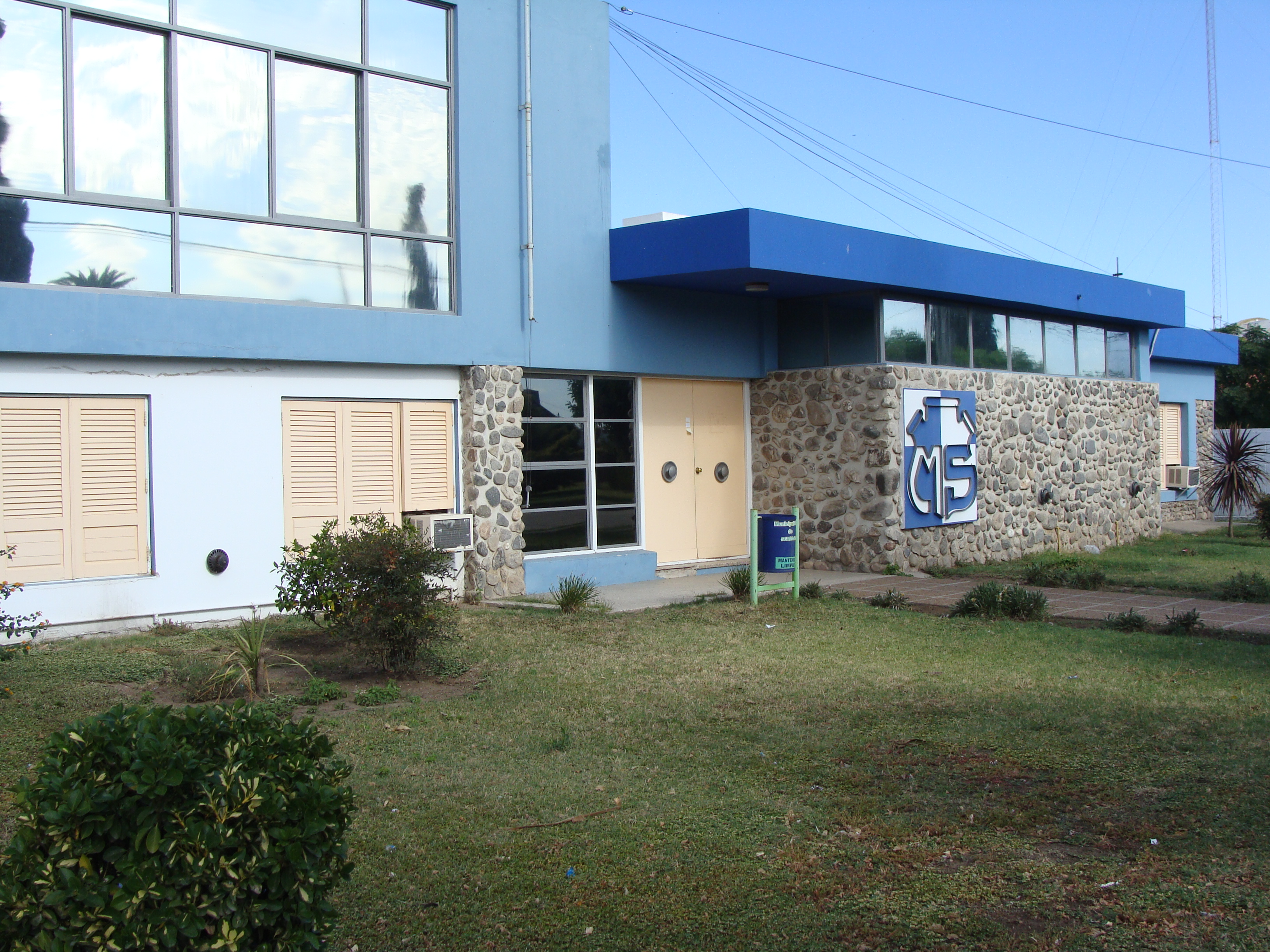
Prefeitura de Serrano

Serrano é um município da província de Córdova, na Argentina.